# La dura verità
La dura verità  (The Ugly Truth) è un film del 2009 diretto da Robert Luketic. La pellicola è una commedia romantica, interpretata da Katherine Heigl e Gerard Butler.

## Trama
Abby Richter è la produttrice di uno show televisivo a Sacramento (California). Tornando a casa dopo un disastroso appuntamento una sera le capita di vedere un pezzo di uno show televisivo locale: "La dura verità", condotto da Mike Chadway, il cui cinismo sulle relazioni fra uomini e donne incita Abby a telefonare allo show per discutere con lui in diretta. Il giorno dopo scopre che la stazione televisiva sta per cancellare il suo show per via degli scarsi ascolti, perciò il direttore della stazione assume Mike per ravvivare gli spettatori. Dapprima i due hanno un duro rapporto; Abby pensa che Mike sia rozzo e disgustoso mentre lui trova Abby una maniaca del controllo. Eppure, quando Abby trova l'uomo dei suoi sogni, un dottore chiamato Colin, nonché suo vicino di casa, Mike la persuade a seguire i suoi consigli. Lei accetta il suo aiuto: se fosse riuscita ad ottenere l'uomo dei suoi sogni avrebbe lavorato felicemente con Mike, mentre se non ci fosse riuscita Mike si sarebbe dimesso.
Tra i due nasce una disinvolta amicizia, Abby impara ad apprezzare il lato pratico e la schiettezza di Mike, che con i suoi consigli riesce a ravvivare il rapporto amoroso della coppia marito moglie, storici conduttori della trasmissione, ad alzare gli indici d'ascolto dell'emittente e soprattutto a far decollare il rapporto tra Abby e Colin. Quando Abby organizza il weekend decisivo, in cui progetta di far sesso per la prima volta con Colin, viene obbligata dal direttore dell'emittente a seguire Mike, invitato a New York in una trasmissione a diffusione nazionale con l'intento, in caso di successo, d'ingaggiarlo. Evento potenzialmente disastroso per la loro piccola emittente locale. Abby segue Mike, dapprima a malincuore, ma poi incoraggiandolo e tranquillizzandolo dall'ansia dell'importante debutto. Mike, come al solito, se la cava con destrezza, nonostante le maliziose provocazioni dell'esperto intervistatore, però per la prima volta fa trasparire di essere stato, in passato, deluso da alcune relazioni amorose, cosa che desta l'interesse di Abby, prima convinta che lui fosse incapace di provare sentimenti romantici.
La sera si ritrovano a cena per festeggiare e Mike confessa a Abby di aver rifiutato il nuovo importante ingaggio perché non se la sente di lasciare sola la sorella che vive a Sacramento con un figlio e senza compagno, Mike si sente il padre putativo del ragazzo, anche se teme di non essere all'altezza, nella stessa serata confessa anche di non essere stato deluso da una donna in particolare ma da tutta una serie di relazioni superficiali. Ormai Abby vede Mike con un altro occhio, e si fa trasportare in un caliente ballo, quando la cosa rischia di diventare troppo travolgente chiede di essere riaccompagnata in camera prendendo a scusa il fatto di dover ripartire presto il giorno dopo. Ma ormai la scintilla è scoccata e in ascensore, dopo un timido saluto, i due si scambiano un appassionato bacio, finché prevale l'imbarazzo con cui si salutano frettolosamente. Abby rientra in camera ed è sconvolta, si rende conto di provare, a sorpresa, un forte sentimento per Mike, sente bussare la porta e va trepidante ad aprire convinta che sia lui, ma invece trova Colin, presentatosi con l'intento di farle una dolce sorpresa.
Nonostante lo sgomento di lei i due brindano con champagne, Colin se lo rovescia addosso e si spoglia, come da copione in quel momento bussa alla porta Mike, ormai anche lui convinto dei suoi sentimenti.
Nonostante la situazione imbarazzante Abby prende da parte Mike e gli dice di voler scacciare Colin, Mike a sorpresa rifiuta e si defila. Abby rompe con Colin la sera stessa e rientra al lavoro dove trova la sorpresa: Mike si è licenziato! È passato ad una emittente locale rivale. Abby è furiosa e nel corso di una diretta televisiva, durante una sagra di mongolfiere, attacca Mike dandogli del codardo, lui si presenta, scoppia una furiosa lite sinché si accorgono di essere in volo, il panorama mozzafiato li calma e dopo che Mike finalmente le confessa il suo amore incondizionato, si fanno definitivamente travolgere dalla passione.

## Colonna sonora
La colonna sonora, distribuita a partire dal 4 agosto 2009, è composta dai seguenti brani:
1. Katy Perry – Hot n Cold – 3:40
2. Rick Krive – Cafe Metropole – 2:27
3. Scott Robinson – Catz Meow – 3:28
4. Daniel May – Solo Violin 2
5. Nikka Costa – Everybody Got Their Something – 4:19
6. Natasha Bedingfield – Pocketful of Sunshine – 3:23
7. Josh Kelley – Under the Covers – 5:00
8. Los Pinguos – Soluna – 3:12
9. Los Pinguos – De Vez en Cuando – 3:35
10. Latin Soul Syndicate – El Gitano del Amor – 3:37
11. Daniel Merriweather – Chainsaw – 4:16
12. Flo Rida – Right Round (feat. Ke$ha) – 3:23

## Distribuzione
Il film è stato distribuito negli Stati Uniti il 24 luglio 2009, mentre in Italia, il 27 novembre dello stesso anno.

## Accoglienza

### Incassi
La pellicola, costata 38 milioni di dollari, ne ha incassati oltre 205 milioni in tutto il mondo.